# کارمن گوزمن
کارمن گوزمن (انگلیسی: Carmen Guzman؛ زادهٔ ۱۶ ژوئیهٔ ۱۹۸۵) بازیکن بسکتبال اهل ایالات متحده آمریکا است.